# Cristinacce
Cristinacce (E Cristinacce) est une commune française située dans la circonscription départementale de la Corse-du-Sud et le territoire de la collectivité de Corse. Elle appartient à l'ancienne piève de Sevidentro, dans les Deux-Sevi.

## Géographie

### Localisation
Le village de Cristinacce est construit sur un mamelon rocheux à 830 m d'altitude, au pied du col de Sevi (1 100 m), à 70 km au nord d'Ajaccio et à 35 km de Sagone. Il est dominé, au nord par le Capu di Melo (1 562 m) et à l'est par la chaine du Tritore culminant à plus de 2 000 m. On dénombre une petite cinquantaine de maisons dont une majorité n'est maintenant habitée que l'été.
Le village est entouré de châtaigneraies qui ont assuré jusqu'à présent, avec les porcs, les bovins et les jardins, l'essentiel de l'économie de cette région. Tourisme, charcuterie artisanale, vente de miel, de confitures et de farine de châtaigne sont les composantes de l'activité de cette région qui a su concilier respect du patrimoine et activités touristiques.
Les sources alimentant en eau le village sont très pures et abondantes. L'une d'entre elles, nommée Saùbuchelli, qui alimente la fontaine publique est reconnue posséder des vertus thermales semblables à l'eau de Volvic.
De nombreux itinéraires de randonnées pédestres faciles, d'une demi-journée à deux jours, autour de Cristinacce et parcourant la montagne environnante, sont faisables à deux ou en famille.
Des artistes ont habité et habitent encore à Cristinacce. Les œuvres peintes par deux d'entre eux, Françoise Leca-Parodi et Josette Vernet sont périodiquement exposées dans la salle communale de la mairie de Cristinacce,.

### Communes limitrophes
| Chidazzu  | Evisa       |  |
| Marignana | Cristinacce |  |
|           | Renno       |  |

## Urbanisme

### Typologie
Au 1er janvier 2024, Cristinacce est catégorisée commune rurale à habitat très dispersé, selon la nouvelle grille communale de densité à sept niveaux définie par l'Insee en 2022.
Elle est située hors unité urbaine. Par ailleurs la commune fait partie de l'aire d'attraction d'Ajaccio, dont elle est une commune de la couronne,. Cette aire, qui regroupe 79 communes, est catégorisée dans les aires de 50 000 à moins de 200 000 habitants,.

### Occupation des sols
L'occupation des sols de la commune, telle qu'elle ressort de la base de données européenne d’occupation biophysique des sols Corine Land Cover (CLC), est marquée par l'importance des forêts et milieux semi-naturels (100 % en 2018), une proportion identique à celle de 1990 (100,1 %). La répartition détaillée en 2018 est la suivante : 
forêts (41,4 %), milieux à végétation arbustive et/ou herbacée (34,3 %), espaces ouverts, sans ou avec peu de végétation (24,3 %). L'évolution de l’occupation des sols de la commune et de ses infrastructures peut être observée sur les différentes représentations cartographiques du territoire : la carte de Cassini (XVIIIe siècle), la carte d'état-major (1820-1866) et les cartes ou photos aériennes de l'IGN pour la période actuelle (1950 à aujourd'hui).

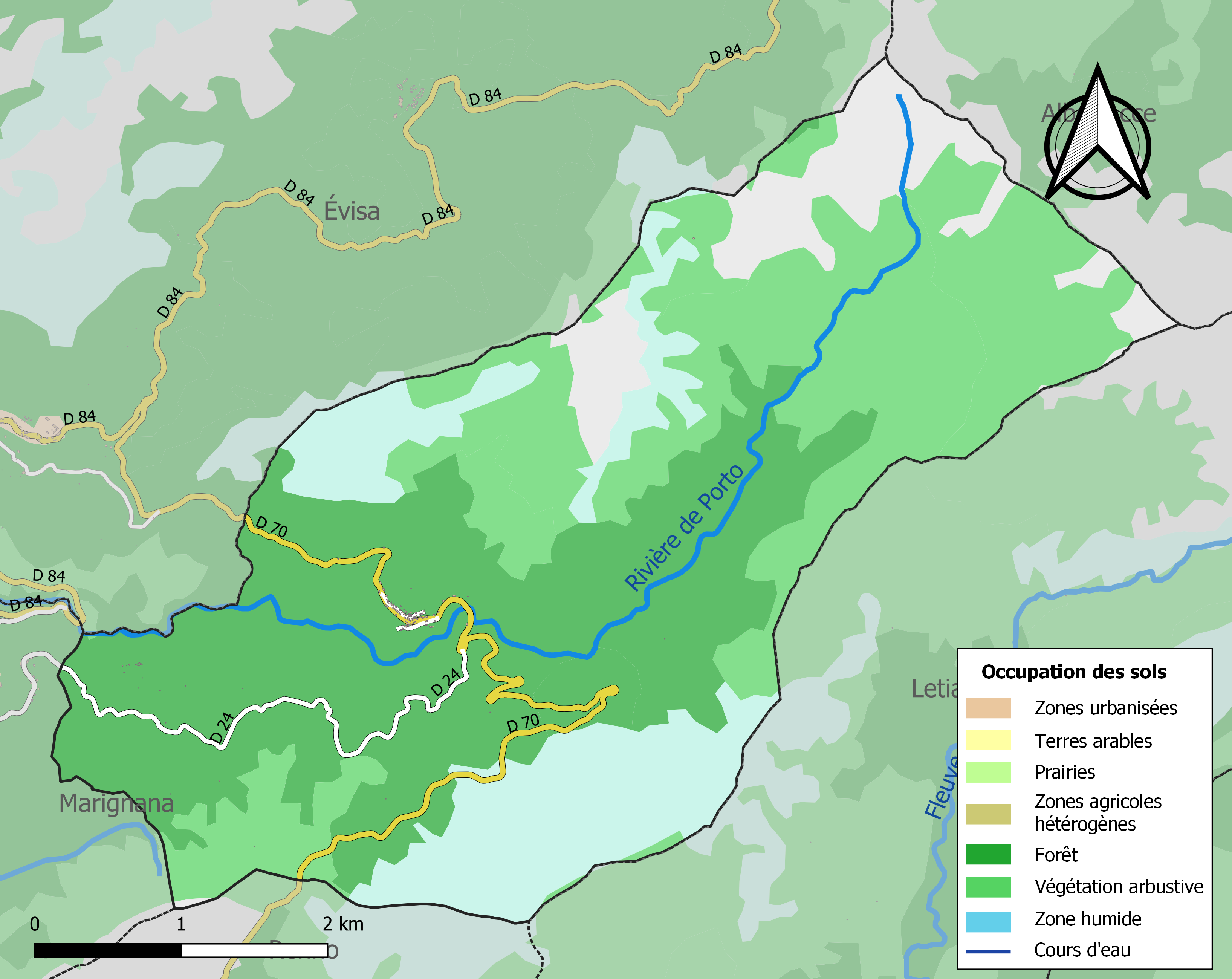
Carte des infrastructures et de l'occupation des sols de la commune en 2018 (CLC).

## Histoire
La tradition populaire
, transmise de pères en fils, dit que Cristinacce fut créé au Moyen Âge par trois frères Versini, bergers venus du Niolo. Ces derniers eurent  de nombreux descendants. En effet, encore actuellement, une majorité des habitants de Cristinacce sont des Versini ou descendants de Versini. On constate par exemple que depuis 1830, 19 maires du village sur 24 sont des Versini.
Jusqu'au XVe siècle, "les Cristinacce" étaient composés de sept hameaux, qui furent brulés en 1460 par les Génois, en répression d'une révolte fomenté par Giovan Paolo da Leca-cristinacce  seigneur local. Le village a été probablement reconstruit vers 1480 à l'endroit actuel, comme semble l'indiquer un document de 1485 sur la réorganisation du canton après ces années de troubles.
Au XVIe siècle, les incursion barbaresques ont de nouveau décimé les populations : en 1550, lors de l'une de ces incursions, le village voisin d'Evisa fut pillé et 80 hommes pris et emmenés comme esclaves. L'un d'entre eux, un certain Versini de Cristinacce est miraculeusement revenu au village après de nombreuses années d'exil. Ses descendants ont conservé le souvenir de son histoire.
Des informations plus complètes sur l'histoire de Cristinacce peuvent être consultées sur des sites Internet consacrés au village.
Documents anciens sur le village de Cristinacce
Document daté de 1751 signé Alexandro Genelli commandant de la province de Vico.
Document daté de 1767 émanant du Conseil Suprême de l'État du Règne de Corse; signé Signoni président en chef de la Province de Vico
Document daté de 1786, testament d'Antonio Leca, fils de Martino Leca
Document daté de 1800, désignation des  biens de Saverio et Serafina Leca

## Politique et administration

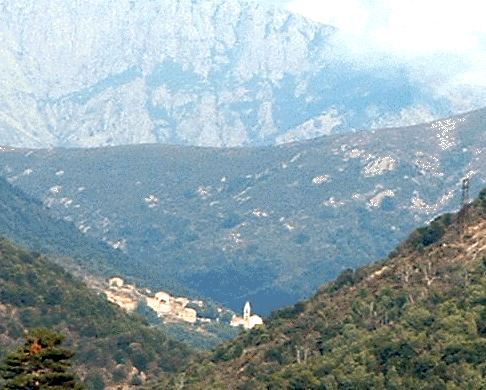
Vue du village de la route de Porto

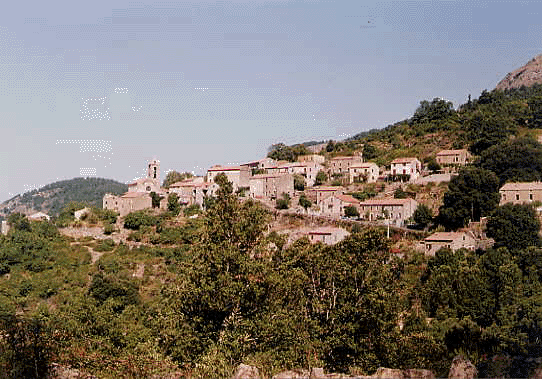
Vue d'ensemble du village

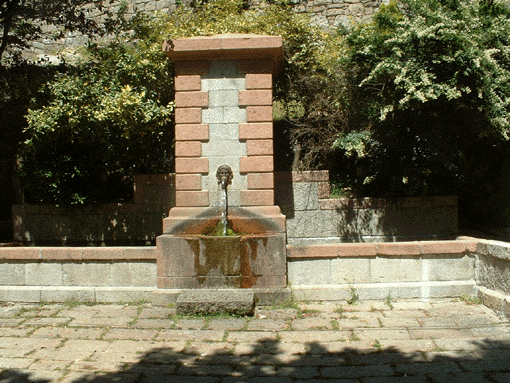
Fontaine publique du village

### Liste des maires
| Période                                  | Période  | Identité                       | Étiquette      | Qualité              |
| ---------------------------------------- | -------- | ------------------------------ | -------------- | -------------------- |
| 1830                                     | 1832     | Versini Givan Battisto         | ...            | ...                  |
| 1833                                     | 1839     | Versini Simeone                | ...            | ...                  |
| 1842                                     | 1849     | Versini Givan Battisto         | ...            | ...                  |
| 1849                                     | 1852     | Versini Ambroise               | ...            | ...                  |
| 1852                                     | 1860     | Versini Joseph-Antoine         | ...            | ...                  |
| 1860                                     | 1870     | Versini Simeone                | ...            | ...                  |
| 1870                                     | 1877     | Versini Jean-François Séraphin | ...            | ...                  |
| 1878                                     | 1891     | Versini Dominique              | ...            | ...                  |
| 1892                                     | 1896     | Arrighi Simeon                 | ...            | ...                  |
| 1897                                     | 1899     | Versini Dominique François     | ...            | ...                  |
| 1900                                     | 1904     | Versini Dominique François     | ...            | ...                  |
| 1904                                     | 1909     | Versini Martin                 | ...            | ...                  |
| 1910                                     | 1911     | Padovani Dominique             | ...            | ...                  |
| 1911                                     | 1912     | Versini Jean                   | ...            | ...                  |
| 1913                                     | 1920     | Versini Xavier                 | ...            | ...                  |
| 1920                                     | 1925     | Versini Bernardin              | ...            | ...                  |
| 1925                                     | 1943     | Versini Dominique Antoine      | ...            | ...                  |
| 1943                                     | 1945     | Versini Dominique Marie        | ...            | ...                  |
| 1945                                     | 1959     | Versini Pierre Marie           | ...            | ...                  |
| 1959                                     | 1970     | Versini Jean baptiste          | ...            | ...                  |
| 1971                                     | 1976     | Camilli Dominique Antoine      | ...            | ...                  |
| 1977                                     | 1982     | Filippini Jean-Pierre          | DVG            | ...                  |
| 1983                                     | 2008     | Nesa Jean-Baptiste             | DVD            | ...                  |
| 2008                                     | En cours | Versini Antoine                | Femu a Corsica | Agriculteur retraité |
| Les données manquantes sont à compléter. |          |                                |                |                      |

On constate que depuis 1830, 24 maires se sont succédé à la mairie de Cristinacce et que 19 de ces maires portent le même patronyme que les trois frères fondateurs du village au Moyen Âge.
Le maire du village était également présent, en 2010, sur la scène politique lors des élections territoriales, se trouvant en position no 48 sur la liste "LISTA SIMEONI-ANGELINI Femu a Corsica" conduite par M. Gilles SIMEONI.

## Démographie
L'évolution du nombre d'habitants est connue à travers les recensements de la population effectués dans la commune depuis 1800. Pour les communes de moins de 10 000 habitants, une enquête de recensement portant sur toute la population est réalisée tous les cinq ans, les populations de référence des années intermédiaires étant quant à elles estimées par interpolation ou extrapolation. Pour la commune, le premier recensement exhaustif entrant dans le cadre du nouveau dispositif a été réalisé en 2008.

En 2022, la commune comptait 72 habitants, en évolution de +20 % par rapport à 2016 (Corse-du-Sud : +7,61 %, France hors Mayotte : +2,11 %).
| 1800 | 1806 | 1821 | 1831 | 1836 | 1841 | 1846 | 1851 | 1856 |
| ---- | ---- | ---- | ---- | ---- | ---- | ---- | ---- | ---- |
| 208  | 191  | 230  | 249  | 291  | 314  | 343  | 390  | 415  |

| 1861 | 1866 | 1876 | 1881 | 1886 | 1891 | 1896 | 1901 | 1906 |
| ---- | ---- | ---- | ---- | ---- | ---- | ---- | ---- | ---- |
| 445  | 400  | 396  | 462  | 430  | 359  | 432  | 437  | 441  |

| 1911 | 1921 | 1926 | 1931 | 1936 | 1946 | 1954 | 1962 | 1968 |
| ---- | ---- | ---- | ---- | ---- | ---- | ---- | ---- | ---- |
| 243  | 298  | 276  | 366  | 373  | 167  | 153  | 123  | 96   |

| 1975 | 1982 | 1990 | 1999 | 2006 | 2008 | 2013 | 2018 | 2022 |
| ---- | ---- | ---- | ---- | ---- | ---- | ---- | ---- | ---- |
| 88   | 60   | 49   | 52   | 59   | 61   | 56   | 67   | 72   |

## Lieux et monuments
- Église Santa-Maria-Assunta de Cristinacce : commencée en 1860, clocher terminé en 1901.
- Église Saint-Pierre et Saint-Paul du Tassu.
- La fontaine publique : construite début XXe siècle.

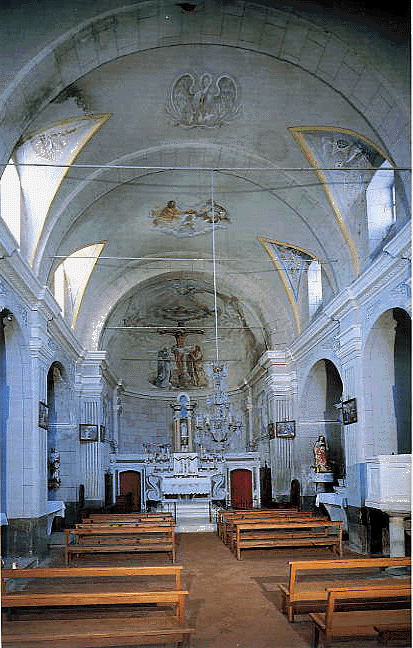
Intérieur de l'église.

## Personnalités liées à la commune
- Pierre Battesti, colonel (1905-1973) (député de Seine-et-Marne de 1958 à 1962)[15].
- Mathieu Versini (chanteur)[16].
- Josette Vernet (peintre)[17].
- Marthe Chalvidant-Padovani  (écrivain) : un hommage lui a été rendu en juillet 2010[15]
- Jean Chalvidant (écrivain)
- Dominique Versini (ex-secrétaire d'État)[15]
- Giovan PAOLO DI LECA, dernier comte de Corse[15]
- Stéphane Ceccaldi (historien d'art et écrivain)